# Lista odcinków serialu Nowe gliny
Poniżej znajduje się lista odcinków serialu telewizyjnego Nowe gliny – emitowanego przez kanadyjską stację telewizyjną Global Television Network od 24 czerwca 2010 roku do 29 lipca 2015 roku. W Polsce nadawany był od 13 września 2010 roku do 8 września 2015 roku  na kanale 13th Street Universal. Łącznie powstało 6 serii, składające się z 74 odcinków.
| Sezon | Sezon | Odcinki | Premiera sezonu | Finał sezonu     | Premiera            | Finał             | Wydanie DVD  | Wydanie DVD          | Wydanie DVD     |
| Sezon | Sezon | Odcinki | Premiera sezonu | Finał sezonu     | Premiera            | Finał             | Region 1     | Region 2             | Region 4        |
| ----- | ----- | ------- | --------------- | ---------------- | ------------------- | ----------------- | ------------ | -------------------- | --------------- |
|       | 1     | 13      | 24 czerwca 2010 | 9 września 2010  | 13 września 2010    | 30 listopada 2010 | 31 maja 2011 | 10 października 2011 | 4 kwietnia 2012 |
|       | 2     | 13      | 23 czerwca 2011 | 8 września 2011  | 3 października 2011 | 26 grudnia 2011   | 29 maja 2012 | 8 października 2012  | brak danych     |
|       | 3     | 13      | 24 maja 2012    | 6 września 2012  | 2 października 2012 | 18 grudnia 2012   | 7 maja 2013  | 12 sierpnia 2013     | brak danych     |
|       | 4     | 13      | 23 maja 2013    | 12 września 2013 | 17 września 2013    | 10 grudnia 2013   | brak danych  | brak danych          | brak danych     |
|       | 5     | 11      | 19 maja 2014    | 6 sierpnia 2014  | 2 września 2014     | 11 listopada 2014 | brak danych  | brak danych          | brak danych     |
|       | 5     | 11      | 21 maja 2015    | 29 lipca 2015    | 30 czerwca 2015     | 8 września 2015   | brak danych  | brak danych          | brak danych     |

## Sezon 1 (2010)
| #  | Tytuł                  | Polski tytuł            | Reżyseria        | Scenariusz                                  | Premiera         | Premiera w Polsce    |
| -- | ---------------------- | ----------------------- | ---------------- | ------------------------------------------- | ---------------- | -------------------- |
| 1  | Fresh Paint            | Świeżo malowane         | David Wellington | Tassie Cameron                              | 24 czerwca 2010  | 13 września 2010     |
| 2  | Mercury Retrograde     | Retrogradacja Merkurego | Charles Binamé   | Morwyn Brebner                              | 1 lipca 2010     | 13 września 2010     |
| 3  | Fite Nite              | Fite Nite               | David Wellington | Esta Spalding                               | 8 lipca 2010     | 21 września 2010     |
| 4  | Signals Crossed        | Zwarcie na łączach      | Paul Fox         | Sherry White                                | 15 lipca 2010    | 28 września 2010     |
| 5  | Broad Daylight         | W biały dzień           | Alex Chapple     | Semi Chellas                                | 22 lipca 2010    | 5 października 2010  |
| 6  | Bullet Proof           | Pocisk                  | Charles Binamé   | Ellen Vanstone                              | 29 lipca 2010    | 12 października 2010 |
| 7  | Hot and Bothered       | Upał                    | David Wellington | Russ Cochrane                               | 5 sierpnia 2010  | 19 października 2010 |
| 8  | Honour Roll            | Nagroda                 | Eric Canuel      | Adam Pettle                                 | 12 sierpnia 2010 | 26 października 2010 |
| 9  | Girlfriend of the Year | Dziewczyna roku         | David Wellington | Tassie Cameron                              | 19 sierpnia 2010 | 2 listopada 2010     |
| 10 | Big Nickel             | Wielka próba            | Steve DiMarco    | Morwyn Brebner, Adam Pettle                 | 26 sierpnia 2010 | 9 listopada 2010     |
| 11 | To Serve or Protect    | Służyć czy chronić      | TW Peacocke      | Russ Cochran                                | 2 września 2010  | 16 listopada 2010    |
| 12 | In Blue                | W poczuciu winy         | John Fawcett     | Noelle Carbone, Esta Spalding               | 9 września 2010  | 23 listopada 2010    |
| 13 | Takedown               | Wpadka                  | David Wellington | Ellen Vanstone, Adam Barken, Tassie Cameron | 9 września 2010  | 30 listopada 2010    |

## Sezon 2 (2011)
| N/o | #  | Tytuł                 | Polski tytuł         | Reżyseria         | Scenariusz     | Premiera         | Premiera w Polsce    |
| --- | -- | --------------------- | -------------------- | ----------------- | -------------- | ---------------- | -------------------- |
| 14  | 1  | Butterflies           | Motyle               | David Wellington  | Tassie Cameron | 23 czerwca 2011  | 3 października 2011  |
| 15  | 2  | Might Have Been       | Co być mogło         | Paul Shapiro      | Semi Chellas   | 30 czerwca 2011  | 10 października 2011 |
| 16  | 3  | Bad Moon Rising       | Pełnia               | David Wellington  | Russ Cochrane  | 7 lipca 2011     | 17 października 2011 |
| 17  | 4  | Heart & Sparks        | Pożar                | TW Peacocke       | Morwyn Brebner | 14 lipca 2011    | 24 października 2011 |
| 18  | 5  | Stung                 | Zasadzka             | Paul Fox          | Noelle Carbone | 21 lipca 2011    | 31 października 2011 |
| 19  | 6  | In Plain View         | Na oczach wszystkich | David Wellington  | Adam Barken    | 28 lipca 2011    | 7 listopada 2011     |
| 20  | 7  | The One That Got Away | Jednej się udało     | Steve DiMarco     | Tassie Cameron | 4 sierpnia 2011  | 14 listopada 2011    |
| 21  | 8  | Monster               | Potwór               | John Fawcett      | Sean Reycraft  | 11 sierpnia 2011 | 21 listopada 2011    |
| 22  | 9  | Brotherhood           | Braterstwo           | Steve DiMarco     | Adam Pettle    | 18 sierpnia 2011 | 28 listopada 2011    |
| 23  | 10 | Best Laid Plans       | Najlepsze plany      | John Fawcett      | Russ Cochrane  | 25 sierpnia 2011 | 5 grudnia 2011       |
| 24  | 11 | A Little Faith        | Małej wiary          | Sturla Gunnarsson | Sherry White   | 1 września 2011  | 12 grudnia 2011      |
| 25  | 12 | On The Double         | Dubler               | Peter Wellington  | Ellen Vanstone | 8 września 2011  | 19 grudnia 2011      |
| 26  | 13 | God's Good Grace      | Łaska boska          | David Wellington  | Tassie Cameron | 8 września 2011  | 26 grudnia 2011      |

## Sezon 3 (2012)
Trzeci sezon Nowe gliny był emitowany w Polsce od 2 października 2012 roku na kanale 13th Street Universal
| N/o | #  | Tytuł                                  | Polski tytuł                | Reżyseria        | Scenariusz          | Premiera         | Premiera w Polsce    |
| --- | -- | -------------------------------------- | --------------------------- | ---------------- | ------------------- | ---------------- | -------------------- |
| 27  | 1  | The First Day of the Rest of Your Life | Pierwszy dzień nowego życia | David Wellington | Tassie Cameron      | 24 maja 2012     | 2 października 20102 |
| 28  | 2  | Class Dismissed                        | Koniec etapu                | Tim Southam      | Russ Cochrane       | 31 maja 2012     | 9 października 2012  |
| 29  | 3  | A Good Shoot                           | Celny strzał                | David Wellington | Greg Nelson         | 7 czerwca 2012   | 16 października 2012 |
| 30  | 4  | Girls' Night Out                       | Dziewczyny się bawią        | Steve DiMarco    | Noelle Carbone      | 28 czerwca 2012  | 23 października 2012 |
| 31  | 5  | Messy Houses                           | Bałagan w domach            | TW Peacocke      | Sherry White        | 5 lipca 2012     | 30 października 2012 |
| 32  | 6  | Coming Home                            | Powrót do domu              | David Wellington | Ley Lukins          | 12 lipca 2012    | 6 listopada 2012     |
| 33  | 7  | Leap of Faith                          | Przyjęcie wiary             | Peter Wellington | Tassie Cameron      | 19 lipca 2012    | 13 listopada 2012    |
| 34  | 8  | The Girlfriend Experience              | Dziewczyna z doświadczeniem | John Fawcett     | Sandra Chwialkowska | 26 lipca 2012    | 20 listopada 2012    |
| 35  | 9  | Out of Time                            | Poza czasem                 | John Fawcett     | Russ Cochrane       | 9 sierpnia 2012  | 27 listopada 2012    |
| 36  | 10 | Cold Comforts                          | Nędzna pociecha             | Paul Fox         | Sherry White        | 16 sierpnia 2012 | 4 grudnia 2012       |
| 37  | 11 | The Rules                              | Zasady                      | Gregory Smith    | Greg Nelson         | 23 sierpnia 2012 | 11 grudnia 2012      |
| 38  | 12 | Every Man                              | Jak każdy                   | David Wellington | Noelle Carbone      | 30 sierpnia 2012 | 18 grudnia 2012      |
| 39  | 13 | I Never                                | Ja nigdy                    | David Wellington | Tassie Cameron      | 6 września 2012  | 18 grudnia 2012      |

## Sezon 4 (2013)
W Polsce Nowe gliny 4 sezon był emitowany od 17 września 2013 roku na kanale 13th Street
| N/o | #  | Tytuł                    | Polski tytuł            | Reżyseria        | Scenariusz     | Premiera         | Premiera w Polsce    |
| --- | -- | ------------------------ | ----------------------- | ---------------- | -------------- | ---------------- | -------------------- |
| 40  | 1  | Surprises                | Niespodzianki           | David Wellington | Tassie Cameron | 23 maja 2013     | 17 września 2013     |
| 41  | 2  | Homecoming               | Powrót do domu          | David Wellington | Russ Cochrane  | 30 maja 2013     | 24 września 2013     |
| 42  | 3  | Different, Not Better    | Inne, nie znaczy lepsze | Lynne Stopkewich | Sherry White   | 27 czerwca 2013  | 1 października 2013  |
| 43  | 4  | The Kids Are Not Alright | Chore nastolatki        | Peter Wellington | Noelle Carbone | 11 lipca 2013    | 8 października 2013  |
| 44  | 5  | Poison Pill              | Trująca pigułka         | Peter Wellington | Aubrey Nealon  | 18 lipca 2013    | 15 października 2013 |
| 45  | 6  | Skeletons                | Szkielety               | T.W. Peacocke    | Ley Lukins     | 25 lipca 2013    | 22 października 2013 |
| 46  | 7  | Friday the 13th          | Piątek trzynastego      | David Wellington | Sherry White   | 1 sierpnia 2013  | 29 października 2013 |
| 47  | 8  | For Better, for Worse    | Na dobre, na złe        | Kelly Makin      | Tassie Cameron | 8 sierpnia 2013  | 5 listopada 2013     |
| 48  | 9  | What I Lost              | To co stracone          | Paul Fox         | Noelle Carbone | 15 sierpnia 2013 | 12 listopada 2013    |
| 49  | 10 | You Are Here             | Czy tu jesteś?          | Teresa Hannigan  | Ley Lukins     | 22 sierpnia 2013 | 19 listopada 2013    |
| 50  | 11 | Deception                | Oszustwo                | Kelly Makin      | Aubrey Nealon  | 29 sierpnia 2013 | 26 listopada 2013    |
| 51  | 12 | Under Fire               | Pod ostrzałem           | Gregory Smith    | Russ Cochrane  | 5 września 2013  | 3 grudnia 2013       |
| 52  | 13 | You Can See the Stars    | Widzisz gwiazdy         | David Wellington | Tassie Cameron | 12 września 2013 | 10 grudnia 2013      |

## Sezon 5 (2014)
| N/o | #  | Tytuł                        | Polski tytuł           | Reżyseria        | Scenariusz      | Premiera        | Premiera w Polsce    |
| --- | -- | ---------------------------- | ---------------------- | ---------------- | --------------- | --------------- | -------------------- |
| 53  | 1  | Blink                        | W oka mgnieniu         | David Wellington | Tassie Cameron  | 19 maja 2014    | 2 września 2014      |
| 54  | 2  | Sing Your Face Off           | Zupełnie sama          | David Wellington | Sherry White    | 26 maja 2014    | 9 września 2014      |
| 55  | 3  | Heart Breakers, Money Makers | Pieniądze i uczucia    | Gregory Smith    | Noelle Carbone  | 2 czerwca 2014  | 16 września 2014     |
| 56  | 4  | Wanting                      | Poszukiwani            | Peter Wellington | Russ Cochrane   | 9 czerwca 2014  | 23 września 2014     |
| 57  | 5  | Going Under                  | Upadek                 | T.W. Peacocke    | John Krizanc    | 16 czerwca 2014 | 30 września 2014     |
| 58  | 6  | Two Truths and a Lie         | Dwie prawdy i kłamstwo | Peter Wellington | Adriana Maggs   | 23 czerwca 2014 | 7 października 2014  |
| 59  | 7  | Deal With The Devil          | Umowa z diabłem        | David Wellington | Noelle Carbone  | 9 lipca 2014    | 17 października 2014 |
| 60  | 8  | Exit Strategy                | Jak z tego wyjść       | Jeff Woolnough   | Matt MacLennan  | 16 lipca 2014   | 21 października 2014 |
| 61  | 9  | Moving Day                   | Przeprowdzka           | Teresa Hannigan  | Katrina Saville | 23 lipca 2014   | 28 października 2014 |
| 62  | 10 | Fragments                    | Na kawałki             | John Fawcett     | Russ Cochrane   | 30 lipca 2014   | 4 listopada 2014     |
| 63  | 11 | Everlasting                  | Wieczność              | David Wellington | Sherry White    | 6 sierpnia 2014 | 11 listopada 2014    |

## Sezon 6 (2015)
| N/o | #  | Tytuł                | Polski tytuł         | Reżyseria        | Scenariusz                      | Premiera        | Premiera w Polsce |
| --- | -- | -------------------- | -------------------- | ---------------- | ------------------------------- | --------------- | ----------------- |
| 64  | 1  | Open Windows         | Otwarte okna         | Peter Stebbings  | Tassie Cameron                  | 21 maja 2015    | 30 czerwca 2015   |
| 65  | 2  | Perfect Family       | Idealna rodzina      | Eleanore Lindo   | Adriana Maggs                   | 28 maja 2015    | 7 lipca 2015      |
| 66  | 3  | Uprising             | Bunt                 | Gregory Smith    | Sherry White                    | 4 czerwca 2015  | 14 lipca 2015     |
| 67  | 4  | Letting Go           | Odpuścić sobie       | Steve Dimarco    | Spencer Levine, Katrina Saville | 11 czerwca 2015 | 21 lipca 2015     |
| 68  | 5  | A Real Gentleman     | Prawdziwy dżentelmen | Paul Fox         | Spencer Levine, Karen Moore     | 18 czerwca 2015 | 28 lipca 2015     |
| 69  | 6  | Home Run             | Przerwana rozgrywka  | Gregory Smith    | Spencer Levine                  | 24 czerwca 2015 | 4 sierpnia 2015   |
| 70  | 7  | Best Man             | Świadek              | Charles Officer  | Adriana Maggs, Enuka Okuma      | 1 lipca 2015    | 11 sierpnia 2015  |
| 71  | 8  | Integrity Test       | Pułapka              | James Genn       | Alan McCullough                 | 8 lipca 2015    | 18 sierpnia 2015  |
| 72  | 9  | Ninety Degrees       | 90 stopni            | T.W. Peacocke    | Tassie Cameron, Brad Simpson    | 15 lipca 2015   | 25 sierpnia 2015  |
| 73  | 10 | Breaking Up The Band | Pora się rozstać     | Jason Priestley  | Noelle Carbone                  | 22 lipca 2015   | 1 września 2015   |
| 74  | 11 | 74 Epiphanies        | 74 olśnienia         | David Wellington | Tassie Cameron                  | 29 lipca 2015   | 8 września 2015   |